# Ari (miejscowość)
Ari – miejscowość i gmina we Włoszech, w regionie Abruzja, w prowincji Chieti.
Według danych na rok 2004 gminę zamieszkiwało 1319 osób, 119,9 os./km².